# 桜2号
『桜2号』（さくらにごう）は、たけやまたけをによる漫画、またそれを原作としたテレビドラマ。『ビジネスジャンプ』（集英社）2005年12号から2006年2号まで連載された。単行本は全1巻。

## あらすじ
恋人の藤崎さくらを失った朝見鉄矢は、友人である小西政樹の協力を得て、彼女そっくりのヒト型ロボット「桜2号」を作り出す。さくらと変わらぬ容姿・声・肌触り。完成に浮かれる鉄矢だが、次第にロボットでは通じ合えない「心」の葛藤を覚える。大阪の町工場を舞台に描かれたピュアなラブ・ストーリーの行方は…。

## 登場人物
解説は漫画版を基準とする。テレビドラマで変更された設定についてはテレビドラマの項目で詳述する。
朝見 鉄矢（あさみ てつや）
アサミ製作所専務。ロボット工学に関して天才的な才能を持ち、社員から信頼されている。
藤崎 さくら（ふじさき さくら）
鉄矢の恋人で大学時代3年間付き合っていたが、6月27日死去。
桜2号（さくら2ごう）
死別したさくらをモデルに政樹の協力の元で製作された発育型人工知能ASN02搭載アンロドイド。パスワードは810324。
朝見 小鉄（あさみ こてつ）
アサミ製作所社長であり、鉄矢の父。鉄矢が桜2号を密かに完成させた事で複雑な感情を抱く。
山崎 権造（やまざき ごんぞう）
アサミ製作所社員。通称「老けたボブ・サップ」。
小西 政樹（こにし まさき）
桜2号の外形を製作した一流のフィギュア製作者であり、鉄矢の親友。鉄矢が桜2号に人間のように接する事に疑問を抱く。
杉下 弘（すぎした ひろし）
アサミ製作所社員。入社して半年経つが、中々旋盤機を使いこなせない。
朝見 清子（あさみ きよこ）
鉄矢の母。鉄矢に経営学を学ばせようとする。

## テレビドラマ
放送日は2006年10月28日 - 12月16日（制作の朝日放送、全8話）。
DVDは2007年5月25日発売

### キャスト
- 朝見鉄矢：載寧龍二
- 藤崎さくら・桜2号：三津谷葉子
- 朝見小鉄：徳井優
- 山崎権造：蟷螂襲
- 北澤巧：や及えいじ
- 松山由美：榎園実穂
- 小西政樹：中岡優介
- 杉下弘：平手嶺佑
- 大前田国光：陰山泰
- さくらの母：宮田圭子

### スタッフ
- 監督：元村次宏、山口正紘、小河久史
- 脚本：丸茂周、林田賢太

### エンディング
- 「なごり雪」徳永英明

### サブタイトル
- 第1話 「（秘）ロボ全裸起動」
- 第2話 「美女ロボ秘密の愛」
- 第3話 「（秘）画像!! 流出疑惑」
- 第4話 「（秘）告白!! 禁断の愛」
- 第5話 「異常性愛叶わぬ恋」
- 第6話 「崩壊〜（秘）愛の逃亡」
- 第7話 「僕は君を殺します」
- 最終話 「（秘）ロボ最後の夜」

### ネット局・各地の放送時間
| 地域       | 放送局                             | 系列         | 放送曜日と時間                                                                    | 放送日の遅れ |
| ---------- | ---------------------------------- | ------------ | --------------------------------------------------------------------------------- | ------------ |
| 近畿広域圏 | 朝日放送（ABC）（「桜2号」製作局） | テレビ朝日系 | 毎週土曜 24時30分-25時00分                                                        | －           |
| 山形県     | 山形テレビ（YTS）                  | テレビ朝日系 | 毎週月曜 24時45分-25時15分                                                        | 16日遅れ     |
| 青森県     | 青森朝日放送（ABA）                | テレビ朝日系 | 毎週水曜 24時45分-25時15分                                                        | 18日遅れ     |
| 秋田県     | 秋田朝日放送（AAB）                | テレビ朝日系 | 毎週月曜 25時15分-25時45分                                                        | 23日遅れ     |
| 石川県     | 北陸朝日放送（HAB）                | テレビ朝日系 | 毎週日曜 25時30分-26時00分                                                        | 36日遅れ     |
| 広島県     | 広島ホームテレビ（HOME）           | テレビ朝日系 | 毎週土曜 26時15分-26時45分                                                        | 3ヶ月遅れ    |
| 北海道     | 北海道テレビ放送（HTB）            | テレビ朝日系 | 毎週火曜 25時45分-26時15分                                                        | 3ヶ月遅れ    |
| 長野県     | 長野朝日放送（abn）                | テレビ朝日系 | 毎週金曜 25時10分-25時40分                                                        | 5ヶ月遅れ    |
| 愛媛県     | 愛媛朝日テレビ（eat）              | テレビ朝日系 | 毎週日曜 24時40分-25時15分（35分間） 平成19年3月18日は25時05分-25時40分（35分間） |              |

- 2006年の年末に大分朝日放送は平日深夜に毎日1話ずつ放送した。